# Adolf Pelikán
Adolf Pelikán (5. května 1896, Myslibořice – 18. listopadu 1969, Fresno) byl český duchovní a publicista.

## Biografie
Adolf Pelikán se narodil v roce 1896 v Myslibořicích u Třebíče, jeho otcem byl pololáník Leopold Pelikán, jeho matkou byla Anna Pelikánová. Vystudoval základní trojtřídní školu a v roce 1915 odmaturoval na gymnáziu v Třebíči a následně přešel do biskupského alumnátu v Brně, kde byl následně vysvěcen v roce 1919 na kněze. Po vysvěcení nastoupil do farnosti v Kamenici u Jihlavy, ale už v roce 1920 požádal biskupa o povolení vstupu do Tovaryšstva Ježíšova a v září téhož roku vstoupil do kláštera v Trnavě, v roce 1921 žil v klášteře na Velehradě. Roku 1923 nastoupil na studium filozofie do Noweho Saczu v Polsku a následně na studium teologie v Enghienu v Belgii, následně se vrátil zpět do polských Dziedzic. V roce 1926 se vrátil do Československa a v Praze začal pracovat jako redaktor časopisu Dorost. Následně pracoval jako ministr domu v Českém Těšíně a v roce 1933 se pak stal sekretářem Mariánských družin a redaktorem časopisu Ve službách královny. V únoru roku 1935 složil poslední sliby a stal se spirituálem semináře v Hradci Králové, od roku 1938 pak působil jako exercitátor na Velehradě a také působil jako redaktor časopisu Velehradské zprávy. V roce 1939 získal doktorát filozofie na Karlově univerzitě. V roce 1941 se stal spirituálem pražského semináře v Břežanech a od roku 1943 působil znovu na Velehradě. V roce 1945 se přesunul do Olomouce, kde vedl časopis Rozsévač, roku 1948 pak pracoval jako spirituál semináře v Českých Budějovicích.
V témže roce emigroval do zahraničí a odešel do Říma, kde pracoval v Radio Vaticana, později odešel do kanadského Montrealu, kde vznikl český dům. Následně odešel do Los Angeles, kde působil jako krajanský kněz. Je pohřben na hřbitově v Santa Clara.
Měl několik sourozenců, byli jimi např. právník Josef Pelikán a lékař Bohumír Pelikán.